# Edward Givens
Pour les articles homonymes, voir Givens.
Edward Galen Givens Junior dit Ed Givens est un aspirant-astronaute américain né le 5 janvier 1930 et décédé le 6 juin 1967.

## Biographie
Entré dans l'United States Air Force, il avait le grade de major.

## Vols réalisés
Sélectionné en avril 1966 dans le 5e groupe d'astronautes de la NASA, Givens meurt dans un accident de voiture à Pearland au Texas avant d'avoir pu effectuer son premier vol.

## Hommages
Son nom figure sur la plaque accompagnant la sculpture Fallen Astronaut déposée sur la Lune le 1er août 1971 par l'équipage d'Apollo 15.